# San Juan (rivier in Nicaragua)
De San Juan (Spaans: Río San Juan) is een rivier in Nicaragua, die vanaf het Meer van Nicaragua oostwaarts naar de Caribische Zee stroomt door het departement Río San Juan. De rivier is honderdtachtig kilometer lang, waarvan het laatste deel de grens vormt met Costa Rica.
Dankzij het bestaan van de San Juan kon de aan de oever van het Meer van Nicaragua gelegen stad Granada een havenfunctie krijgen. Ook hebben piraten vanaf de Caribische Zee de wateren van het meer onveilig gemaakt.
De rivier maakte deel uit van de nooit verwezenlijkte plannen voor het Nicaraguakanaal.
De San Juan is beroemd om zijn natuurschoon. Ook de stierhaaien die in het Meer van Nicaragua leven, zwemmen door de San Juan.
- Gemeinsame Normdatei: 4601588-7
- National Archives and Records Administration: 10038764
- Nationale Bibliotheek van Israël: 987007555976905171